# إيمان موسوي
إيمان موسوي (بالفارسية: ایمان موسوی) هو لاعب كرة قدم إيراني في مركز الهجوم، ولد في 5 فبراير 1989 في دوغنبدان في إيران. شارك مع منتخب إيران تحت 20 سنة لكرة القدم ومنتخب إيران تحت 23 سنة لكرة القدم. أما مع النوادي، فقد لعب مع نادي استقلال طهران ونادي غسترش فولاد ونادي فجر شهيد سباسي ونادي فولاد خوزستان ونادي مشكي بوشان ونادي نفط طهران.

## وصلات خارجية
- إيمان موسوي على موقع قاعدة بيانات كرة القدم.إي يو (الإنجليزية)